# FIS Youth Cup w skokach narciarskich
FIS Youth Cup w skokach narciarskich – kiedyś cykl zawodów, później pojedyncze konkursy skoków dla młodzieży do lat 15 organizowane przez Międzynarodową Federację Narciarską (FIS).

## Zwycięzcy konkursów chłopców
| Sezon     | Miejscowość  | K/HS       | 1. miejsce           | 2. miejsce           | 3. miejsce           | Źródło |
| --------- | ------------ | ---------- | -------------------- | -------------------- | -------------------- | ------ |
| 2006/2007 | Hinterzarten | K-70/HS-77 | Tobias Simon         | Klemens Murańka      | Peter Prevc          | [ 1 ]  |
| 2006/2007 | Einsiedeln   | K-70/HS-77 | Stefan Kraft         | Klemens Murańka      | Guillaume Berney     | [ 2 ]  |
| 2006/2007 | Zakopane     | K-65/HS-72 | Tomasz Byrt          | Klemens Murańka      | Luka Leban           | [ 3 ]  |
| 2007/2008 | Hinterzarten | K-70/HS-77 | Klemens Murańka      | Tomasz Byrt          | Aleksander Zniszczoł | [ 4 ]  |
| 2007/2008 | Pragelato    | K-60/HS-66 | Tomasz Byrt          | Stefan Kraft         | Ronan Lamy Chappuis  | [ 5 ]  |
| 2007/2008 | Einsiedeln   | K-70/HS-77 | Klemens Murańka      | Stefan Kraft         | Jaka Kosec           | [ 6 ]  |
| 2007/2008 | Zakopane     | K-65/HS-72 | Klemens Murańka      | Aleksander Zniszczoł | Grzegorz Miętus      | [ 7 ]  |
| 2007/2008 | Lahti        | K-64/HS-70 | Sami Saapunki        | Klemens Murańka      | Jarkko Määttä        | [ 8 ]  |
| 2008/2009 | Hinterzarten | K-70/HS-77 | Jakub Przybyła       | Klemens Murańka      | Sami Saapunki        | [ 9 ]  |
| 2008/2009 | Einsiedeln   | K-70/HS-77 | Klemens Murańka      | Bjoern Fischer       | Stanisław Biela      | [ 10 ] |
| 2008/2009 | Pragelato    | K-60/HS-66 | Urban Sušnik         | Andreas Schuler      | Federico Cecon       | [ 11 ] |
| 2008/2009 | Zakopane     | K-65/HS-72 | Aleksander Zniszczoł | Jarkko Määttä        | Sami Saapunki        | [ 12 ] |
| 2008/2009 | Lahti        | K-64/HS-70 | Sami Saapunki        | Klemens Murańka      | Michael Zachrau      | [ 13 ] |
| 2009/2010 | Hinterzarten | K-70/HS-77 | Dominik Mayländer    | Lukas Wagner         | Luca Egloff          | [ 14 ] |
| 2009/2010 | Lahti        | K-64/HS-70 | Kristjan Ilves       | Ilkka Herola         | Johann Andre Forfang | [ 15 ] |
| 2010/2011 | Hinterzarten | K-70/HS-77 | Simon Greiderer      | Ron Möckl            | David Siegel         | [ 16 ] |
| 2010/2011 | Einsiedeln   | K-70/HS-77 | Robert Valentin Tatu | David Siegel         | Jarl Magnus Riiber   | [ 17 ] |
| 2011/2012 | Hinterzarten | K-70/HS-77 | Sorin Iulian Pitea   | Paul Winter          | Marco Moser          | [ 18 ] |
| 2011/2012 | Lahti        | K-64/HS-70 | Wili Loukasmaeki     | Einar Luras Oftebro  | Niko Kytösaho        | [ 19 ] |
| 2012/2013 | Hinterzarten | K-70/HS-77 | Dawid Jarząbek       | Jonathan Siegel      | Simon Huettel        | [ 20 ] |
| 2013/2014 | Hinterzarten | K-70/HS-77 | Domen Prevc          | Kristjan Lesnik      | Constantin Schmid    | [ 21 ] |
| 2014/2015 | Hinterzarten | K-70/HS-77 | Jonathan Learoyd     | Luca Roth            | Edgar Vallet         | [ 22 ] |
| 2015/2016 | Hinterzarten | K-70/HS-77 | Giovanni Bresadola   | Mathis Contamine     | Filip Vranc          | [ 23 ] |
| 2016/2017 | Hinterzarten | K-70/HS-77 | Jure Močnik          | David Haagen         | Leif Fricke          | [ 24 ] |
| 2017/2018 | Hinterzarten | K-70/HS-77 | Rok Masle            | Taj Ekart            | Lean Niederberger    | [ 25 ] |
| 2018/2019 | Hinterzarten | K-70/HS-77 | Rok Masle            | Jannik Faisst        | Taj Ekart            | [ 26 ] |
| 2019/2020 | Hinterzarten | K-70/HS-77 | Kaimar Vagul         | Simon Steinberger    | Matej Plut           | [ 27 ] |
| 2021/2022 | Hinterzarten | K-70/HS-77 | Amadeus Horngacher   | Kacper Tomasiak      | Nik Bergant Smerajc  | [ 28 ] |
| 2022/2023 | Hinterzarten | K-70/HS-77 | Yann Kullmann        | Alexei Urevec        | Marceau Liardon      | [ 29 ] |

## Zwyciężczynie konkursów dziewcząt
| Sezon     | Miejscowość  | K/HS       | 1. miejsce        | 2. miejsce          | 3. miejsce         | Źródło |
| --------- | ------------ | ---------- | ----------------- | ------------------- | ------------------ | ------ |
| 2008/2009 | Hinterzarten | K-70/HS-77 | Coline Mattel     | Michaela Doležalova | Julia Clair        | [ 30 ] |
| 2009/2010 | Hinterzarten | K-70/HS-77 | Katharina Schmid  | Urša Bogataj        | Anna Rupprecht     | [ 31 ] |
| 2015/2016 | Hinterzarten | K-70/HS-77 | Lucile Morat      | Katra Komar         | Marine Bressand    | [ 32 ] |
| 2016/2017 | Hinterzarten | K-70/HS-77 | Josephine Pagnier | Pauline Stephani    | Jenny Nowak        | [ 33 ] |
| 2017/2018 | Hinterzarten | K-70/HS-77 | Lisa Hirner       | Julia Mühlbacher    | Amelie Thannheimer | [ 34 ] |
| 2018/2019 | Hinterzarten | K-70/HS-77 | Ana Jereb         | Cindy Haasch        | Joanna Eberle      | [ 35 ] |
| 2019/2020 | Hinterzarten | K-70/HS-77 | Nika Prevc        | Jerica Jesenko      | Lia Böhme          | [ 36 ] |
| 2021/2022 | Hinterzarten | K-70/HS-77 | Sina Kiechle      | Tina Erzar          | Julina Kreibich    | [ 37 ] |
| 2022/2023 | Hinterzarten | K-70/HS-77 | Tina Erzar        | Katharina Gruber    | Anna Deufel        | [ 38 ] |

## Zwycięzcy konkursów drużynowych chłopców
| Sezon     | Miejscowość  | K/HS       | 1. miejsce                                                                 | 2. miejsce                                                             | 3. miejsce                                                                   | Źródło |
| --------- | ------------ | ---------- | -------------------------------------------------------------------------- | ---------------------------------------------------------------------- | ---------------------------------------------------------------------------- | ------ |
| 2021/2022 | Hinterzarten | K-70/HS-77 | Polska Kacper Tomasiak Szymon Byrski Łukasz Łukaszczyk Tymoteusz Cienciała | Niemcy I Amadeus Horngacher Lars Noah Morlok Janne Holz Julian Hillmer | Słowenia Nik Bergant Smerajc Tej Logar Tino Simnovec Jaka Krajsek            | [ 39 ] |
| 2022/2023 | Hinterzarten | K-70/HS-77 | Słowenia Tej Logar Alexei Urevec Timon Brglez Mai Zaklešek                 | Niemcy I Yann Kullmann Jan Ole Fetzer Ludwig Flamme Aaron Siegel       | Polska Stanisław Wiercioch Jakub Cembala Tymoteusz Cienciała Konrad Tomasiak | [ 40 ] |

## Zwycięzcy konkursów drużynowych dziewcząt
| Sezon     | Miejscowość  | K/HS       | 1. miejsce                                   | 2. miejsce                                           | 3. miejsce                                                | Źródło |
| --------- | ------------ | ---------- | -------------------------------------------- | ---------------------------------------------------- | --------------------------------------------------------- | ------ |
| 2021/2022 | Hinterzarten | K-70/HS-77 | Słowenia Živa Andrič Tina Erzar Ajda Košnjek | Niemcy I Sara Johannsen Sina Kiechle Julina Kreibich | Austria Sara Pokorny Sybille Reinprecht Julia Schmidt     | [ 41 ] |
| 2022/2023 | Hinterzarten | K-70/HS-77 | Słowenia Živa Andrič Tina Erzar Ula Vodlan   | Niemcy I Anna Deufel Fabeinne Klumpp Lotta Wilfert   | Austria Anna-Sophia Gredler Katharina Gruber Sara Pokorny | [ 42 ] |